# Muerte de Armita Geravand
Armita Geravand (en persa: آرمیتا گراوند‎) (Kermanshah, 2 de abril de 2006-Teherán, 28 de octubre de 2023) fue una joven kurda iraní de 17 años que entró en coma en el metro de Teherán el 1 de octubre de 2023. Permaneció ingresada en la UCI de un hospital militar donde se declaró su muerte cerebral el 22 de octubre de 2023, y fue declarada muerta el 28 de octubre. Este incidente ha sido comparado con la muerte de la kurda Mahsa Amini y calificado de "insoportable" por el ministro de Asuntos Exteriores alemán.

## Antecedentes
Armita Geravand nació en Kermanshah. En Irán, la ley obliga a las mujeres a cubrirse el pelo y llevar ropa holgada como parte de los estrictos códigos de vestimenta islámicos. Quienes infringen estas normas se enfrentan a reprimendas públicas, multas o arrestos por parte de la policía religiosa islámica, también conocida como policía de la moralidad.

## Incidente
El 1 de octubre de 2023, Geravand, de 17 años, fue vista entrando en el metro de Teherán con dos amigas. Posteriormente, sus amigas la sacaron del tren, inconsciente, pidieron ayuda médica y la llevaron a un hospital, donde ingresó con "lesiones cerebrales graves".
Un testigo afirmó que, poco después de que Geravand entrara en el vagón del metro, un agente comenzó a discutir con ella porque no llevaba pañuelo. La discusión se volvió violenta y el agente la agredió físicamente. Según la Tehran and Houmah Metro Company, empresa que gestiona el metro de Teherán, el vagón de metro de la serie TWM-EM-1203 en el que entró Geravand está equipado con varias cámaras de videovigilancia. Sin embargo, las agencias de noticias iraníes no publicaron ninguna grabación del interior del tren.

## Acusaciones
Según el grupo de derechos humanos Hengaw, con sede en Noruega, Geravand se enfrentó a agentes de la policía moral por no llevar pañuelo en la cabeza y, tras un breve altercado, fue agredida y cayó, golpeándose la cabeza y perdiendo el conocimiento. Las autoridades iraníes han negado que se produjera ningún enfrentamiento físico y afirman que se desmayó debido a una bajada de tensión.
Las imágenes de las cámaras de seguridad de la estación de metro muestran a Geravand entrando al tren sin velo junto con otras dos chicas. Momentos después, sus amigas la sacan del tren  inconsciente. Los medios de comunicación estatales iraníes afirman que estas imágenes demuestran su versión de los hechos, pero no muestran los sucesos ocurridos en el interior del vagón que condujeron al coma de Geravand. Un análisis del laboratorio de pruebas de Amnistía Internacional afirma que el vídeo se aceleró en varias partes y que, según las marcas de tiempo, hay un intervalo de 3 minutos y 16 segundos en las imágenes.

## Secuelas
El hospital al que fue trasladada Geravand fue rodeado por las fuerzas de seguridad, que al parecer amenazaron a su familia y amigos. Un periodista que intentó investigar el estado de Geravand fue detenido por un breve periodo de tiempo.
El 22 de octubre de 2023, los medios estatales iraníes anunciaron que Geravand había sido declarada en muerte cerebral tras permanecer varias semanas en coma. El 28 de octubre, Geravand fue declarado muerta.
El incidente suscitó comparaciones con el de Mahsa Amini, una mujer kurda de 22 años que murió en circunstancias sospechosas el 16 de septiembre de 2022 mientras estaba bajo custodia de la policía moral. La muerte de Amini desencadenó protestas en todo Irán. En respuesta a las protestas, el régimen reprimió el activismo y endureció las leyes sobre el hiyab. El caso Geravand suscitó críticas internacionales y peticiones de una investigación independiente. El gobierno de Irán rechazó las críticas internacionales, calificándolas de "intervencionistas".